# Книга пророчеств Колумба
Книга пророчеств (исп. El Libro de las Profecías) написана Христофором Колумбом в промежутке между 1502 и 1504 годами. Колумб начал писать этот труд в ожидании своей четвёртой поездки в Америку и закончил уже по её завершении. Ему помогал Гаспар де Горрицио, картезианский монах монастыря Святой Марии (Санта-Мария-де-лас-Куэвас) в Севилье.

## Общее описание
Книга насчитывала 84 листа, из которых только 70 дошли до наших дней. Написана на испанском языке (с некоторыми включениями на латыни), включает 385 цитат из Библии и святых отцов, в том числе 326 из Ветхого Завета и 59 из Нового Завета. Колумб обосновывает своё божественное предназначение к открытию пути, как он думал, в Ост-Индию, чему у него находится подтверждение в Библии, заявляет, что конечной целью его плаваний является евангелизация индейцев и добыча золота на восстановление Иерусалима. Колумб, по всей видимости, полагает, что вся история человечества до конца времен каким-то образом была предсказана в Священном Писании.

## Содержание
В этом произведении излагается средневековый эсхатологический взгляд, согласно которому Концу Света и Второму Пришествию Иисуса Христа необходимо предпослать:
1. Распространение христианства по всему свету.
2. Отыскание Эдема — согласно средневековому убеждению, библейский Эдем должен располагаться на вершине горы, так что его не затронет первый этап разрушения мира наводнением.
3. Последний Крестовый поход должен привести к отвоеванию Святой земли у мусульман, после чего Христос должен прийти в место, где Он проповедовал и был распят и воскрес — Иерусалим.
4. Должен быть избран Последний мировой правитель — им, по мнению Колумба, были Католические Величества Фердинанд и Изабелла, ввиду несомненного имперского могущества и религиозной ревностности, которую воплощали испанские монархи. Всемирный император должен будет повести вышеупомянутый крестовый поход против мусульман и приветствовать Христа в Иерусалиме по достижении предыдущих предпосылок.

## Современная оценка
Книга перекликалась с точкой зрения средневековых монашествующих авторов, таких как Иоахим Флорский, повлиявший на воззрения мореплавателя. Христофор Колумб является единственным в своём роде интерпретатором Библии без богословского образования, который не просто был убеждён в предопределённости своих действий Богом ещё до своего рождения, но и в самом деле своими действиями несомненно повлиял на судьбы человечества.

## См.также
- Книга привилегий Колумба